# Apfel aus Lunow
Der Apfel aus Lunow ist eine historische Apfelsorte aus der märkischen Gemeinde Lunow am Unterlauf des Grenzflusses Oder.

## Sorteneigenschaften
Der Apfel aus Lunow erinnert mit seinen grünlich-hellgelben Früchten an den Lausitzer Nelkenapfel sowie den Schönen aus Nordhausen. Die Schale ist wachsartig, aber nicht fettig. Das Fleisch des Tafelapfels ist weiß und fest und schmeckt süß-säuerlich. Die Früchte sind bis zum Frühjahr haltbar.